# برف در بنیدورم
برف در بنیدورم (انگلیسی: It Snows in Benidorm) فیلمی درام به کارگردانی ایزابل کوشت است که در سال ۲۰۲۰ منتشر شد.

## بازیگران
- تیموتی اسپال
- ساریتا چودری
- کارمن ماچی
- پدرو کازابلانک
- آنا تورنت[۴]